# Henan-Museum
Das Henan-Museum (chinesisch 河南博物院, Pinyin Hénán Bówùyuàn; englisch Henan Museum) ist eines der bedeutendsten Museen Chinas. Gegründet wurde das Museum im Jahre 1927 in der ehemaligen Provinzhauptstadt Kaifeng, 1961 wurde es nach Zhengzhou verlegt. Ein Neubau, in dem rund 3000 von über 120.000 Sammlungsstücken ausgestellt werden, wurde 1997 fertiggestellt.

## Geschichte

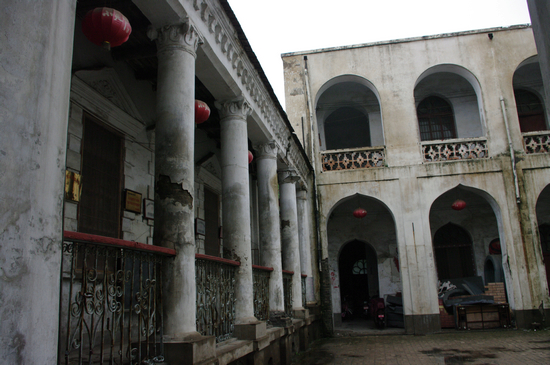
Altbau des Museums

Im Sommer 1923 wurde beim Brunnenbau zufällig ein antikes Grab in Xinzheng gefunden, in dem über 100 Funde aus Bronze und zahlreiches Tongeschirr von der Östlichen Zhou-Dynastie entdeckt wurden. Deswegen schlug der Vorsitzende der Provinzverwaltung Feng Yuxiang vor, ein Museum zu gründen. Im Juli 1927 verlegte das so genannte Henan-Museum seinen ersten Sitz an der Drei-Heilgen-Kloster-Straße in die Altstadt Kaifeng, wo sich ursprünglich das Amt des ehemaligen Gouverneurs befand. Im Mai 1928 nannte die Verwaltung es das Volksmuseum, um die Geschichte und Kultur der Völker darzustellen und das chinesische Volk aufzuklären. Die erste amtliche Ausstellung eröffnete am 10. Oktober, in der natur- und kunsthistorische Exponate sowie unterschiedliche Modelle gezeigt wurden.
Am 1. Dezember 1930 wurde es offiziell als Bildungsinstitut eingesetzt und bekam den alten Namen „Henan-Museum“ zurück. Am 20. Januar 1931 wurde die Museumsordnung vom Bildungsministerium der Provinz erstellt. Es wurde ein Komitee aus Experten gebildet, das beschloss, die Kleidungsstücke und Modelle auszulagern, um ein reines geschichtliches Museum zu schaffen. Im Zeitraum von 1930 bis 1937 entwickelte sich die Sammlung qualitativ und quantitativ stürmisch und das Museum bekam den Ruf, das zweitbeste Chinas neben dem Palastmuseum Peking zu sein.

## Die Sammlung

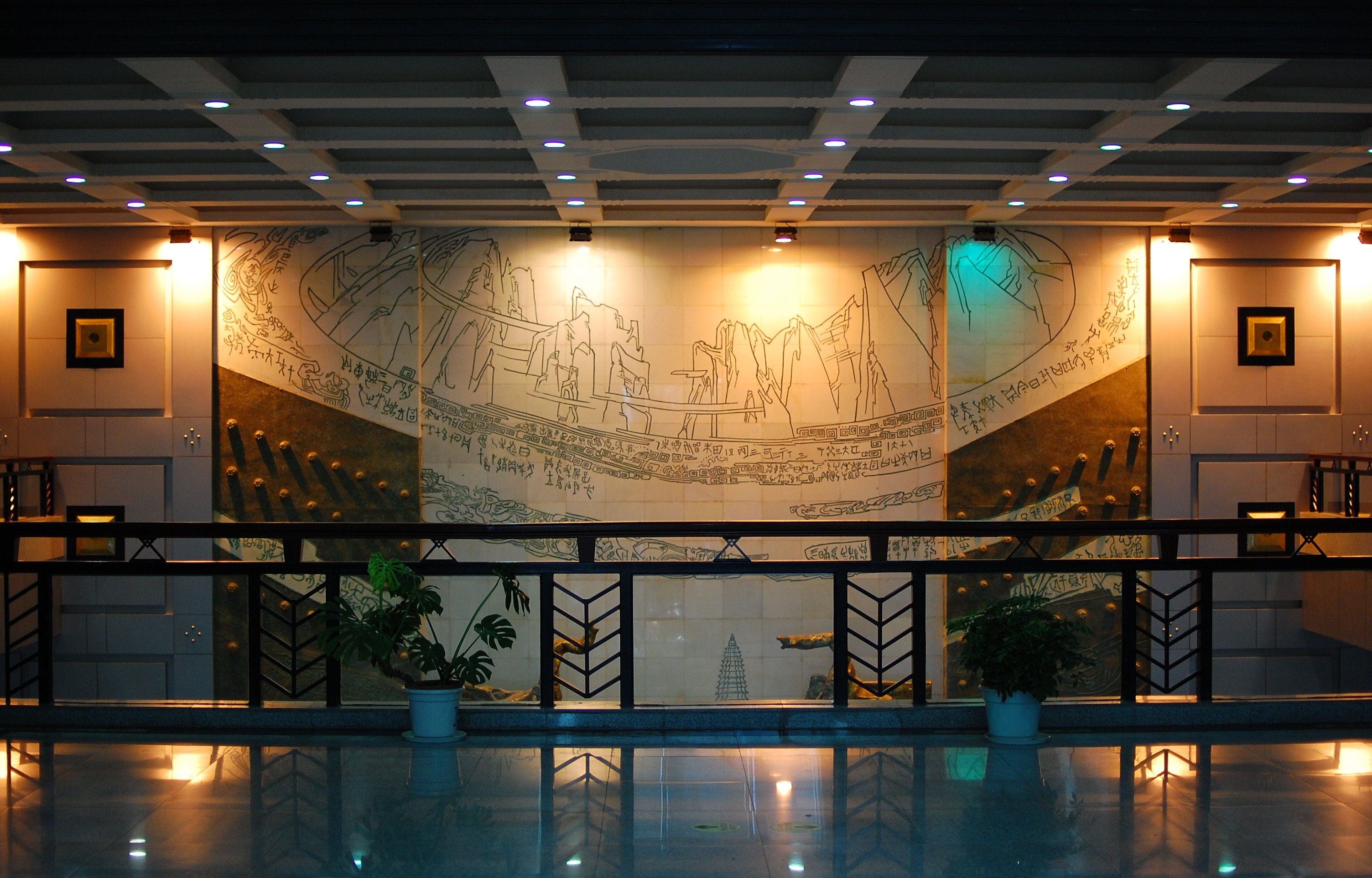
Innenraum

Das Museum gehört zu den acht sogenannten „imposanten Museen“ außerhalb von Peking. Es beherbergt eine die gesamte chinesische Kulturgeschichte dokumentierende Sammlung, die drei Schwerpunkte hat: Bronzekunst, Steinkunst und Keramik mit besonderem Augenmerk auf die Tang- und Song-Dynastien.

### Ausstellungen

#### Dauerausstellungen

##### Ausstellungen für die Zivilisation in Henan
- Morgendämmerung der Zivilisation (Vorgeschichte): In dieser Abteilung werden Artefakte aus der Alt- und Jungsteinzeit gezeigt, die für rund 60 Jahre provinzweit entdeckt wurden.
- Glanz der drei mythischen Dynastien (Xia-, Shang- und Zhou-Dynastien): Diese drei Dynastien werden als Grundstock der chinesischen Kultur und Geschichte angesehen. Seinerzeit war Luoyang ein politisches, wirtschaftliches und kulturelles Zentrum und diente als Hauptstadt.
- Kultur- und Völkervermischung (Han- bis den Südlichen und Nördlichen Dynastien)
- Gloria des blühenden Alters (Sui- und Tang-Dynastie)
- Die leuchtende Zeit (Song-, Jin- und Yuan-Dynastie)

##### Themenausstellungen
- Bewegungen des letzten Jahrhunderts
- Kunst der Steinschnitzerei in Henan
- Bronzekunst des Staats Chu
- Jade-Kultur in Henan
- Kunstgewerbe der Ming- und Qing-Dynastie

#### Sonderausstellungen
- Goldschmiedekunst
- Malerei der italienischen Renaissance
- Malerei von Zhang Daqian

### Bekannte Exponate
Von den Experten wurden neun ausgezeichnete Exponate ausgewählt, die als „Neun Schätze“ des Museums bezeichnet werden.
1. Knochenflöte aus Jiahu (賈湖骨笛, auch bekannt als Gudi 7. Jahrtausend v. Chr.): Im Herbst 1979 entdeckten die Archäologen ein bedeutsames Grabmal in Jiahu, in dem rund 30 jungsteinzeitliche Knochenflöten ausgegraben wurden. Eine davon blieb neuntausend Jahre bis zum 20. Jahrhundert erhalten. Sie gilt als das erste Blasinstrument der Welt und ermöglicht den Fachleuten, das Tonsystem der vorgeschichtlichen Musik wieder aufzubauen. Damit bewies man, dass es das Stimmungssystem mit sieben Noten in der Steinzeit schon gab. Ein weiteres Merkmal ist die Herstellung der Flöte. Neben sieben regelmäßigen Löchern gibt es dazwischen noch ein kleineres Loch, um die Tonhöhe genauer zu gestalten. Diese Methodik wurde in den folgenden Jahrtausenden überliefert und als typisches Verfahren für die chinesischen Flötenmacher angesehen.[1]
2. Rechteckiges Speiseopfergefäß aus Duling (杜岭方鼎, 12. Jahrhundert v. Chr.): 1974 entdeckten die Historiker in Zhengzhou zwei der ältesten, makellose Exemplare der Gießtechnik aus der Mitte der Shang-Dynastie. Der kleinere Bronzebehälter Ding wurde in das Henan-Museum verlegt und faszinierte mit seiner Perfektion die Beobachter immer wieder. Brustwarzen- und Taotie-Dekor, die in folgender Zeit als übrige Motive auf Ritualgefäßen verwendet wurden, tauchten zum ersten Mal auf.[2]
3. Eulen-förmiges Weingefäß mit Inschriften „Fu Hao“ (妇好鸮尊, 11. Jahrhundert v. Chr.): Königin Fu Hao der späten Shang-Dynastie war der erste weibliche General in China. Die archäologische Arbeit von ihrem Grabmal im Jahr 1976 in Anyang zählt zu den zehn bedeutendsten Entdeckungen des vergangenen Jahrhunderts der Volksrepublik. Wenngleich die meisten Artefakte nach Peking übersiedelt wurden, blieb dieses perfekte Exemplar in Henan. Der Bronzebehälter ist 45,9 Zentimeter hoch und gehört zu dem Opfergefäß-Typus Zun.[3]
4. Eisenschwert mit Jadegriff (玉柄铁剑, 8. Jahrhundert v. Chr.): Das Schwert gilt als das erste Zeugnis der Geschichte der Eisenerzeugung aus Erz in China.[4]
5. Opfertisch mit Wolken-Dekor (云纹铜禁, 6. Jahrhundert v. Chr.): Der Begriff „Jin“ bezeichnet einen antiken Opfertisch aus Bronze, der speziell für Wein verwendet wurde. Es handelt sich um einen Nationalschatz, die Ausstellung im Ausland ist nicht erlaubt.[5]
6. Viereckiges Weingefäß mit Kranich- und Lotusverzierung (莲鹤方壶, 6. Jahrhundert v. Chr.): Bronzebehälter (壶 Hu) aus der Zeit der Frühlings- und Herbstannalen, erworben im Jahre 1923 in Xinzheng aus dem Mausoleum des Staates Zheng. Es handelt sich um einen Nationalschatz, die Ausstellung im Ausland ist nicht erlaubt.[6]
7. Wandmalerei der vier durch Wolken fliegenden Fabeltiere (四神云气图, 136 v. Chr.): Es handelt sich um den frühsten Bestand von Wandmalerei in China.[7]
8. Goldblatt der Kaiserin Wu (武曌金简, 770): Das Goldblatt wurde von der einzigartigen Kaiserin Wu Zetian gemacht, um Sünde abzulegen.[8]
9. Ru-Vase (ca. 1120): Vase aus Ru-Brennofen.[9]

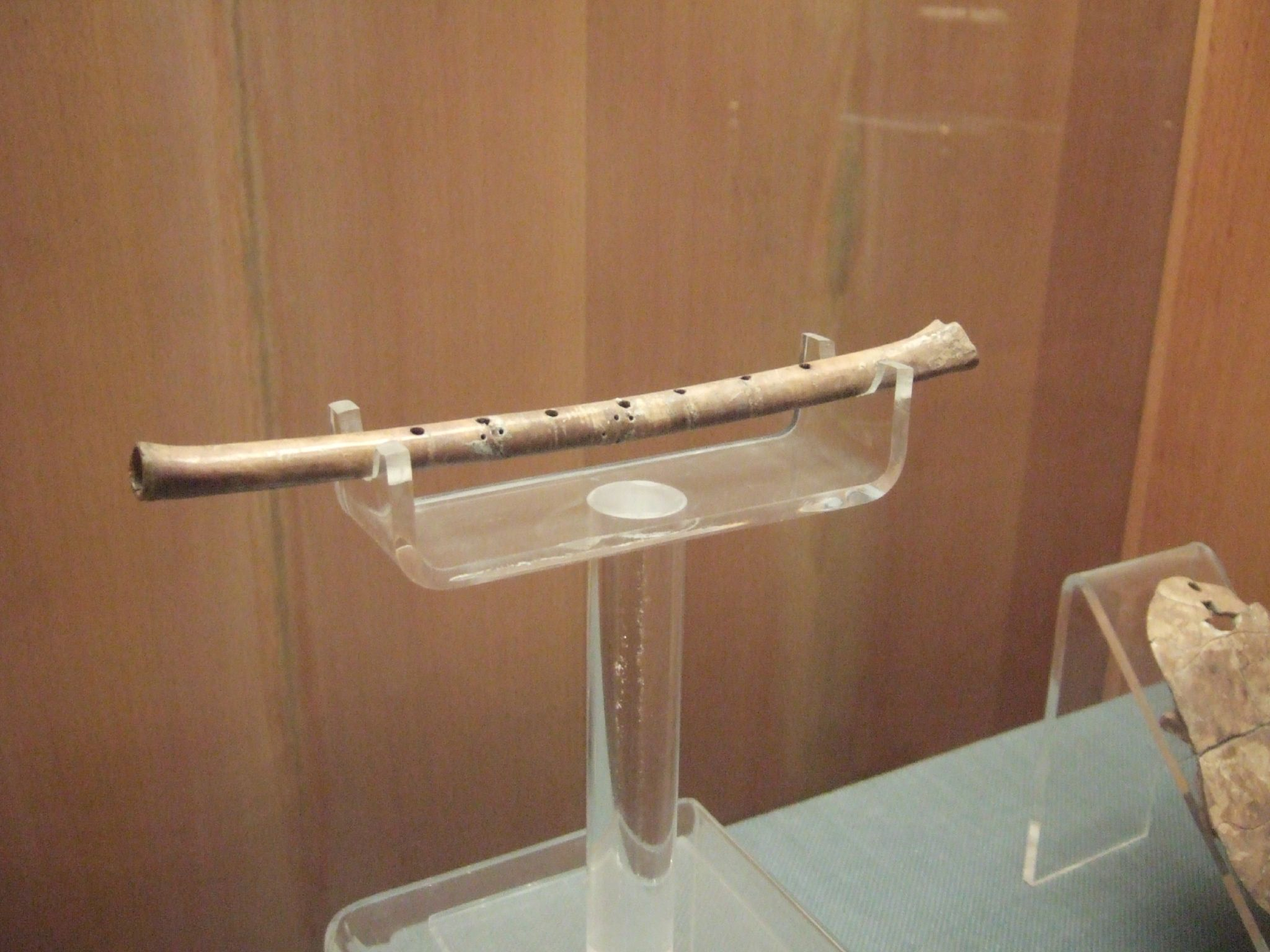
Knochenflöte aus Jiahu
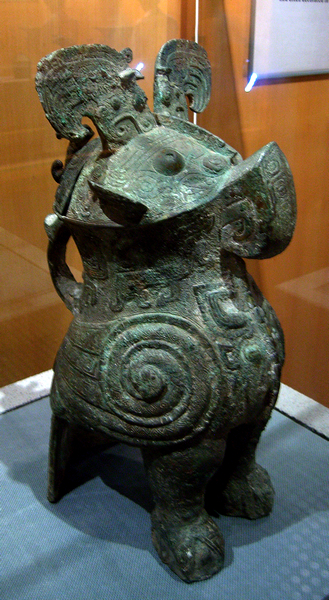
Eulen-förmiges Weingefäß mit Inschriften „Fu Hao“
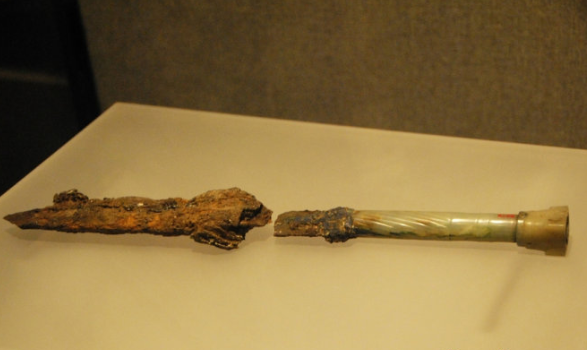
Eisenschwert mit Jadegriff
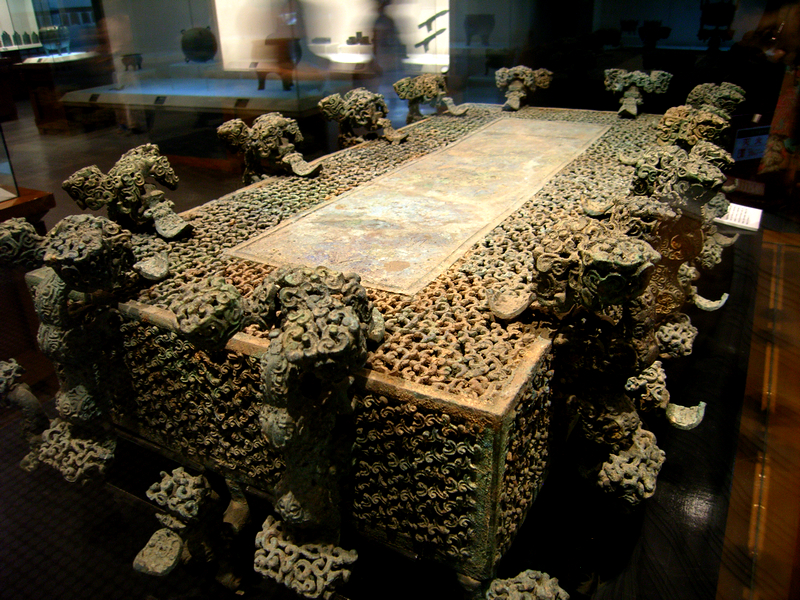
Opfertisch mit Wolken-Dekor
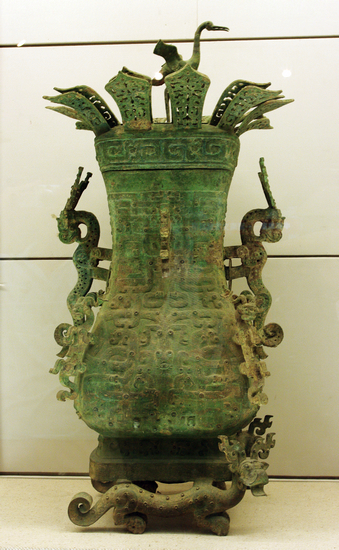
Viereckiges Weingefäß mit Kranich- und Lotusverzierung
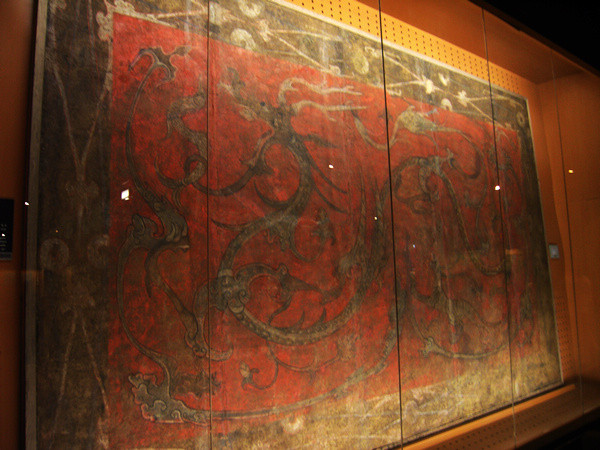
4 durch Wolken fliegende Fabeltiere
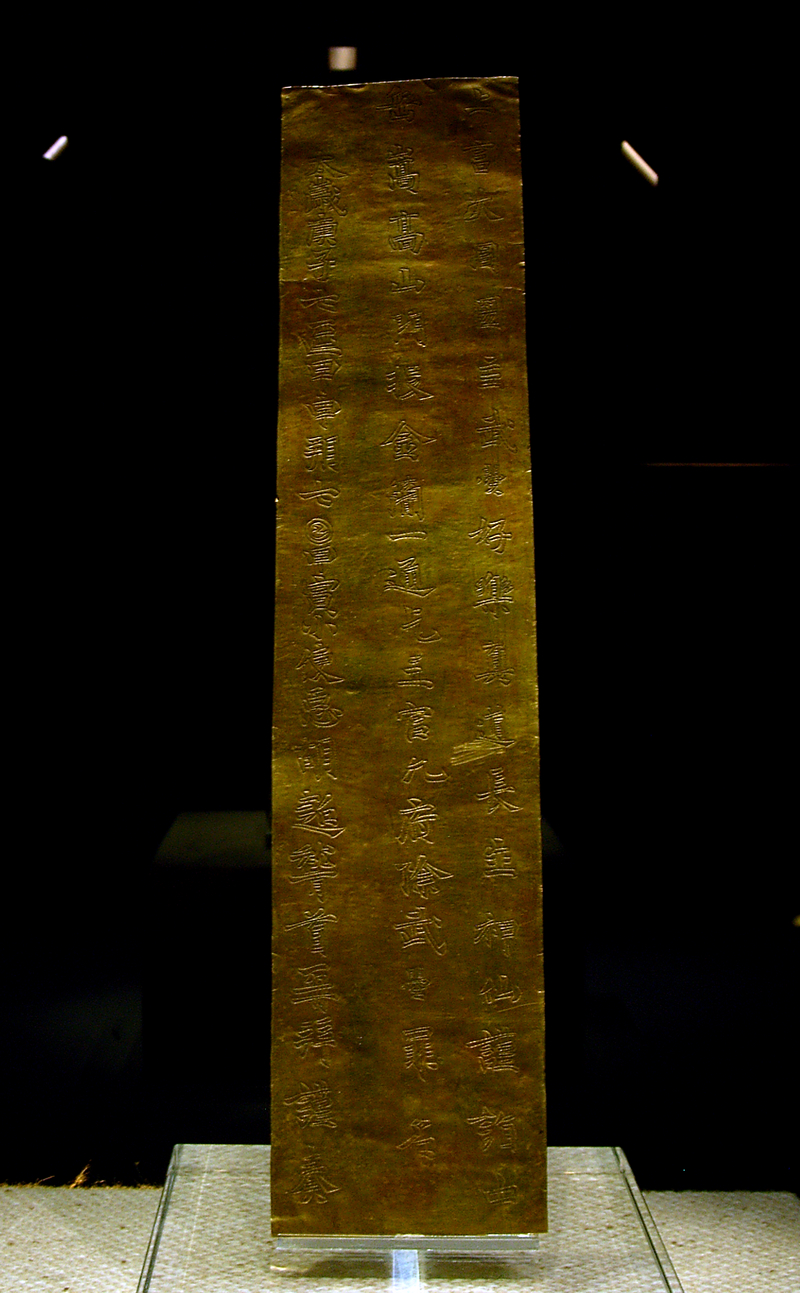
Goldblatt der Kaiserin
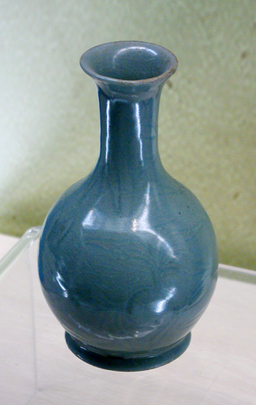
Ru-Vase